# يو إف سي ليلة القتال: ماكدونالد ضد لينيكر
يو إف سي ليلة القتال: ماكدونالد ضد لينيكر (بالإنجليزية: UFC Fight Night: McDonald vs. Lineker)‏ هو حدث لفنون القتال المختلطة نظمته يو إف سي، أُقيم في 13 يوليو 2016، على ديني سانفورد بريمير سنتر في سيوكس فولز، داكوتا الجنوبية، الولايات المتحدة.